# 烏島

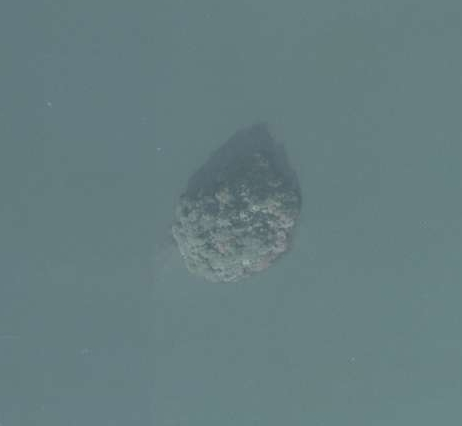

烏島（からすじま）は、京都府舞鶴市に存在する島である。

## 概要
舞鶴湾の中で東港のほぼ中央部に位置し、蛇島と並んでいる。規模は直径約90mのほぼ円形状であり、標高は31.2m。
かつては、烏帽子島と称し、中世水軍の水島碇之丞が城を築き、現在も弁天が祀られている。

## 所在地
- 緯度経度：北緯35度29分55.54秒 東経135度22分24.57秒 / 北緯35.4987611度 東経135.3734917度
- 郵便番号：625-0134
- 住所：京都府舞鶴市佐波賀